# Виналич
Виналич (хорв. Vinalić) — населений пункт у Хорватії, у Сплітсько-Далматинській жупанії у складі міста Врлика.

## Населення
Населення за даними перепису 2011 року становило 216 осіб.
Динаміка чисельності населення поселення:

## Клімат
Середня річна температура становить 12,47 °C, середня максимальна – 27,31 °C, а середня мінімальна – -2,84 °C. Середня річна кількість опадів – 938 мм.
| Клімат поселення                              | Клімат поселення | Клімат поселення | Клімат поселення | Клімат поселення | Клімат поселення | Клімат поселення | Клімат поселення | Клімат поселення | Клімат поселення | Клімат поселення | Клімат поселення | Клімат поселення | Клімат поселення |
| Показник                                      | Січ.             | Лют.             | Бер.             | Квіт.            | Трав.            | Черв.            | Лип.             | Серп.            | Вер.             | Жовт.            | Лист.            | Груд.            |                  |
| Середній максимум, °C                         | 9,73             | 10,50            | 13,64            | 17,41            | 22,08            | 25,84            | 27,27            | 27,31            | 22,76            | 17,99            | 12,62            | 9,68             |                  |
| Середня температура, °C                       | 3,45             | 4,23             | 7,36             | 11,13            | 15,80            | 19,56            | 22,35            | 22,40            | 17,84            | 13,05            | 7,70             | 4,77             |                  |
| Середній мінімум, °C                          | −2,84            | −2,06            | 1,08             | 4,84             | 9,51             | 13,28            | 17,44            | 17,47            | 12,93            | 8,15             | 2,79             | −0,15            |                  |
| Норма опадів, мм                              | 74               | 67               | 73               | 82               | 70               | 69               | 50               | 60               | 85               | 98               | 114              | 96               |                  |
| Середньомісячна швидкість вітру, м/с          | 1.60             | 1.87             | 2.12             | 2.10             | 1.90             | 1.70             | 1.70             | 1.54             | 1.60             | 1.60             | 1.85             | 1.82             |                  |
| Середньомісячна сонячна радіація, кДж/м²·день | 5298             | 8010             | 11642            | 16092            | 19907            | 22511            | 24055            | 21083            | 15742            | 10233            | 5736             | 4481             |                  |
| --------------------------------------------- | ---------------- | ---------------- | ---------------- | ---------------- | ---------------- | ---------------- | ---------------- | ---------------- | ---------------- | ---------------- | ---------------- | ---------------- | ---------------- |
| Джерело:                                      |                  |                  |                  |                  |                  |                  |                  |                  |                  |                  |                  |                  |                  |